# Luebo
Luebo je glavni grad provincije Kasaï u Demokratskoj Republici Kongo. Grad ima zračnu luku.
Prema popisu iz 2004. godine, Luebo je imao 26.248 stanovnika.